# Monumento nacional de Agua Fria
El Monumento Nacional de Agua Fria (en inglés: Agua Fria National Monument) es un monumento nacional de los Estados Unidos que está en el estado de Arizona, aproximadamente 64 km al norte del centro de Phoenix, Arizona. Creado por una proclamación presidencial el 11 de enero de 2000, el monumento de 29 276,6 ha es administrado por la Oficina de la Administración de Tierras, una agencia dentro del Departamento del Interior.  La Oficina de la Administración de Tierras ya administraba las tierras, sin embargo, bajo el nuevo estado de ser un monumento nacional, el nivel de protección y preservación de recursos dentro del nuevo monumento se había levantado. 
El monumento es una unidad del Sístema de Conservación del Paisaje Nacional.  Más de 450 estructuras indígenas distintas habían sido archivadas en el monumento; algunas fueron grandes casas de más de 100 cuartos.  La protección mejorada también permite proveer mayor protección para los habitantes de las comunidades de plantas y animales en el Monumento.

## Antigüedades
Hay petroglifos dispersos por todas las numerosas ruinas, las cuales fueron construidas entre 1250 y 1450 a. C. cuando muchos miles de indígenas, conocido como la Tradición Perry Mesa, habitaban la región. Dichos petroglifos representan animales, figuras geométricos y símbolos abstractos, y se encuentran miles de ellos. Varias ruinas de terrazas agrícolas y aparatos de irrigación indican que la agricultura fue común durante esa era. Otras entidades históricas que se encuentran incluyen aparatos de minar del siglo XVIII y campamentos vascos de ovejas.

## Ambiente
Ubicado entre 660 y 1.400 m s. n. m., el monumento es una mezcla de ecosistemas de desierto y semidesierto. Se puede ver reptiles y anfibios incluyendo ranas-leopardos, serpientes del género Thamnophis, y tortugas del desierto en el monumento.  Mamíferos como berrendos, ciervos mulos, ciervos de cola blanca, y pecaríes son comunes.  Uapitis, osos negros, y pumas también se pueden encontrar, pero son mucho menos comunes.  Peces nativas incluyen Agosia chrysogaster, Catostomus clarkii,  rhinichthys osculus, y tres especies en peligro de extinción incluyendo Gila intermedia, guatopote, y cyprinodon macularius existen en el Río Agua Fría de 208 kilómetros y sus afluentes.
A fines de 2004, la Oficina de Administración de Tierras y el Sierra CLUB ayudan a instar la formación de los Amigos del Monumento Nacional de Agua Fria, un organización sin fines de lucro para ayudar a la agencia federal en la tarea de proteger el monumento, administración y alcance.